# Tiple colombiano
Il tiple colombiano è un tipo di chitarra a dodici corde, originario della Colombia.

## Caratteristiche
Parente stretto della chitarra (di dimensioni poco inferiori), monta dodici corde metalliche raggruppate in quattro cori di tre, con accordatura scalare e tastiera non libera (ossia, con capotasti).
I quattro cori sono accordati per quarte giuste e per una terza maggiore, con intervalli disposti come quelli delle prime quattro corde della chitarra classica. Mentre le tre corde del primo coro sono all'unisono, quelle degli altri tre sono tra loro ottavate ed esattamente la corda centrale è all'ottava inferiore rispetto alle due esterne.
Il tiple colombiano ha un timbro particolarmente metallico e ricco e si fonde bene con il suono degli altri strumenti a corde, fondamentale sia negli accompagnamenti che negli assoli. Viene usato, solitamente, nella musica popolare sudamericana; un esempio sono gli Inti Illimani, popolare gruppo di provenienza cilena, che fanno largo uso di questo strumento.

## Accordatura
L'accordatura, partendo dalle corde del mi, è:
- Prime 3 corde MI;
- 4ª e 6ª corda SI (accordate alla quinta giusta: 7 semitoni);
- 5ª corda SI (accordata all'ottava inferiore: 12 semitoni);
- 7ª e 9ª corda SOL (accordate alla sesta minore: 8 semitoni);
- 8ª corda SOL (accordata all'ottava inferiore: 12 semitoni);
- 10ª e 12ª corda RE (accordate alla quinta giusta: 7 semitoni);
- 11ª corda RE (accordata all'ottava inferiore: 12 semitoni).